# Plavání na Letních olympijských hrách 2016
Plavání na Letních olympijských hrách 2016 v Riu de Janeiro se konalo od 6. do 13. srpna 2016 (bazén) a od 15. do 16. srpna 2016 (otevřená voda). Všechny bazénové disciplíny budou pořádány v Olympijském stadionu plaveckých sportů.

## Závodní tratě
Stejně jako v roce 2012 bylo zařazeno na program her celkem 34 plaveckých disciplín.
- 50 m, 100 m, 200 m, 400 m, 800 m (ženy) a 1500 m (muži) volný způsob
- 100 m a 200 m znak
- 100 m a 200 m prsa
- 100 m a 200 m motýlek
- 200 m a 400 m polohový závod
- 10 km dálkové plavání
- štafety na 4 × 100 m a 4 × 200 m volný způsob a 4 × 100 m polohový závod

## Medailisté

### Muži
| Kategorie                | Zlato | Stříbro | Bronz |                |
| ------------------------ | --- | --- | --- | -------------- |
| 50 m volný způsob        | Anthony Ervin · Spojené státy americké (USA) 21,40 | Florent Manaudou · Francie (FRA) 21,41 | Nathan Adrian · Spojené státy americké (USA) 21,49                                                                       |                |
| 100 m volný způsob       | Kyle Chalmers · Austrálie (AUS) 47,58 | Pieter Timmers · Belgie (BEL) 47,80 | Nathan Adrian · Spojené státy americké (USA) 47,85                                                                       |                |
| 200 m volný způsob       | Sun Jang · Čína (CHN) 1:44,65 | Chad le Clos · Jihoafrická republika (RSA) 1:45,20 | Conor Dwyer · Spojené státy americké (USA) 1:45,23                                                                       |                |
| 400 m volný způsob       | Mack Horton · Austrálie (AUS) 3:41,55 | Sun Jang · Čína (CHN) 3:41,68 | Gabriele Detti · Itálie (ITA) 3:43,69                                                                                    |                |
| 1500 m volný způsob      | Gregorio Paltrinieri · Itálie (ITA) 14:34,57 | Connor Jaeger · Spojené státy americké (USA) 14:39,48                                                                                                  | Gabriele Detti · Itálie (ITA) 14:40,86                                                                                   |                |
| 100 m znak               | Ryan Murphy · Spojené státy americké (USA) 51,97 | Sü Ťia-jü · Čína (CHN) 52,31 | David Plummer · Spojené státy americké (USA) 52,40                                                                       |                |
| 200 m znak               | Ryan Murphy · Spojené státy americké (USA) 1:53,62 | Mitch Larkin · Austrálie (AUS) 1:53,96 | Jevgenij Rylov · Rusko (RUS) 1:53,97                                                                                     |                |
| 100 m prsa               | Adam Peaty · Velká Británie (GBR) 57,13 | Cameron van der Burgh · Jihoafrická republika (RSA) 58,69                                                                                              | Cody Miller · Spojené státy americké (USA) 58,87                                                                         |                |
| 200 m prsa               | Dmitrij Balandin · Kazachstán (KAZ) 2:07,46 | Josh Prenot · Spojené státy americké (USA) 2:07,53 | Anton Čupkov · Rusko (RUS) 2:07,70                                                                                       |                |
| 100 m motýlek            | Joseph Schooling · Singapur (SIN) 50,39 | Michael Phelps · Spojené státy americké (USA) Chad le Clos · Jihoafrická republika (RSA) László Cseh · Maďarsko (HUN)                                  | Nebyla udělena | Nebyla udělena |
| 200 m motýlek            | Michael Phelps · Spojené státy americké (USA) 1:53,36 | Masato Sakai · Japonsko (JPN) 1:53,40 | Tamás Kenderesi · Maďarsko (HUN) 1:53,62                                                                                 |                |
| 200 m polohový závod     | Michael Phelps · Spojené státy americké (USA) 1:54,66 | Kósuke Hagino · Japonsko (JPN) 1:56,61 | Wang Šun · Čína (CHN) 1:57,05                                                                                            |                |
| 400 m polohový závod     | Kósuke Hagino · Japonsko (JPN) 4:06,05 | Chase Kalisz · Spojené státy americké (USA) 4:06,75 | Daiya Seto · Japonsko (JPN) 4:09,71                                                                                      |                |
| 4 × 100 m volný způsob   | Spojené státy americké (USA) · Caeleb Dressel · Michael Phelps · Ryan Held · Nathan Adrian · Jimmy Feigen (rozplavba) · Blake Pieroni (rozplavba) · Anthony Ervin (rozplavba) · 3:09,92                           | Francie (FRA) · Mehdy Metella · Fabien Gilot · Florent Manaudou · Jérémy Stravius · Clément Mignon (rozplavba) · William Meynard (rozplavba) · 3:10,53 | Austrálie (AUS) · James Roberts · Kyle Chalmers · James Magnussen · Cameron McEvoy · Matthew Abood (rozplavba) · 3:11,37 |                |
| 4 × 200 m volný způsob   | Spojené státy americké (USA) · Conor Dwyer · Townley Haas · Ryan Lochte · Michael Phelps · Clark Smith (rozplavba) · Jack Conger (rozplavba) · Gunnar Bentz(rozplavba) · 7:00,66                                  | Velká Británie (GBR) · Stephen Milne · Duncan Scott · Daniel Wallace · James Guy · Robbie Renwick (rozplavba) · 7:03,13                                | Japonsko (JPN) · Kósuke Hagino · Naito Ehara · Yuki Kobori · Takeshi Matsuda · 7:03,50                                   |                |
| 4 × 100 m polohový závod | Spojené státy americké (USA) · Ryan Murphy · Cody Miller · Michael Phelps · Nathan Adrian · David Plummer (rozplavba) · Kevin Cordes (rozplavba) · Tom Shields (rozplavba) · Caeleb Dressel (rozplavba) · 3:27,95 | Velká Británie (GBR) · Chris Walker-Hebborn · Adam Peaty · James Guy · Duncan Scott · 3:29,24                                                          | Austrálie (AUS) · Mitch Larkin · Jake Packard · David Morgan · Kyle Chalmers · Cameron McEvoy (rozplavba) · 3:29,93      |                |
| 10 km maratón            | Ferry Weertman · Nizozemsko (NED) 1:52:59,8 | Spyridon Gianniotis · Řecko (GRE) 1:52:59,8 | Marc-Antoine Olivier · Francie (FRA) 1:53:02,0                                                                           |                |

### Ženy
| Kategorie                | Zlato | Stříbro | Bronz |
| ------------------------ | --- | --- | --- |
| 50 m volný způsob        | Pernille Blume · Dánsko (DEN) 24,07 | Simone Manuelová · Spojené státy americké (USA) 24,09 | Alexandra Herasimenjová · Bělorusko (BLR) 24,11 |
| 100 m volný způsob       | Simone Manuelová · Spojené státy americké (USA) 52,70 Penny Oleksiaková · Kanada (CAN) 52,70 | Nebyla udělena | Sarah Sjöströmová · Švédsko (SWE) 52,99 |
| 200 m volný způsob       | Katie Ledecká · Spojené státy americké (USA) 1:53,73 | Sarah Sjöströmová · Švédsko (SWE) 1:54,08 | Emma McKeonová · Austrálie (AUS) 1:54,92 |
| 400 m volný způsob       | Katie Ledecká · Spojené státy americké (USA) 3:56,46 | Jazmin Carlinová · Velká Británie (GBR) 4:01,23 | Leah Smith · Spojené státy americké (USA) 4:01,92 |
| 800 m volný způsob       | Katie Ledecká · Spojené státy americké (USA) 8:04,79 | Jazmin Carlinová · Velká Británie (GBR) 8:16,17 | Boglárka Kapásová · Maďarsko (HUN) 8:16,37 |
| 100 m znak               | Katinka Hosszúová · Maďarsko (HUN) 58,45 | Kathleen Bakerová · Spojené státy americké (USA) 58,75 | Kylie Masseová · Kanada (CAN) · Fu Jüan-chuej · Čína (CHN) 58,76 |
| 200 m znak               | Maya DiRadoová · Spojené státy americké (USA) 2:05,99 | Katinka Hosszúová · Maďarsko (HUN) 2:06,05 | Hilary Caldwellová · Kanada (CAN) 2:07,54 |
| 100 m prsa               | Lilly Kingová · Spojené státy americké (USA) 1:04,93 | Julija Jefimovová · Rusko (RUS) 1:05,50 | Katie Meiliová · Spojené státy americké (USA) 1:05,69 |
| 200 m prsa               | Rie Kaneto · Japonsko (JPN) 2:20,30 | Julija Jefimovová · Rusko (RUS) 2:21,97 | Š' Ťing-lin · Čína (CHN) 2:22,28 |
| 100 m motýlek            | Sarah Sjöströmová · Švédsko (SWE) 55,48 · | Penny Oleksiaková · Kanada (CAN) 56,46 | Dana Vollmerová · Spojené státy americké (USA) 56,63 |
| 200 m motýlek            | Mireia Belmonteová · Španělsko (ESP) 2:04,85 | Madeline Grovesová · Austrálie (AUS) 2:04,88 | Nacumi Hošiová · Japonsko (JPN) 2:05,20 |
| 200 m polohový závod     | Katinka Hosszúová · Maďarsko (HUN) 2:06,58 | Siobhan-Marie O'Connorová · Velká Británie (GBR) 2:06,88 | Maya DiRado · Spojené státy americké (USA) 2:08,79 |
| 400 m polohový závod     | Katinka Hosszúová · Maďarsko (HUN) 4:26,36 | Maya DiRadoová · Spojené státy americké (USA) 4:31,15 | Mireia Belmonteová · Španělsko (ESP) 4:32,39 |
| 4 × 100 m volný způsob   | Austrálie (AUS) · Emma McKeonová · Brittany Elmslieová · Bronte Campbellová · Cate Campbellová · Madison Wilsonová (rozplavba) · 3:30,65 | Spojené státy americké (USA) · Simone Manuelová · Abbey Weitzeilová · Dana Vollmerová · Katie Ledecká · Amanda Weirová (rozplavba) · Lia Nealová (rozplavba) · Allison Schmittová (rozplavba) · 3:31,89 | Kanada (CAN) · Sandrine Mainvilleová · Chantal Van Landeghemová · Taylor Rucková · Penny Oleksiaková · Michelle Williamsová (rozplavba) · 3:32,89                    |
| 4 × 200 m volný způsob   | Spojené státy americké (USA) · Allison Schmittová · Leah Smithová · Maya DiRadoová · Katie Ledecká · Missy Franklinová (rozplavba) · Melanie Margalisová (rozplavba) · Cierra Rungeová(rozplavba) · 7:43,03                                 | Austrálie (AUS) · Leah Nealeová · Emma McKeonová · Bronte Barrattová · Tamsin Cooková · Jessica Ashwoodová (rozplavba) · 7:44,87                                                                        | Kanada (CAN) · Katerine Savardová · Taylor Rucková · Brittany MacLeanová · Penny Oleksiaková · Kennedy Gossová (rozplavba) · Emily Overholtová (rozplavba) · 7:45,39 |
| 4 × 100 m polohový závod | Spojené státy americké (USA) · Kathleen Bakerová · Lilly Kingová · Dana Vollmerová · Simone Manuelová · Olivia Smoligaová (rozplavba) · Katie Meiliová (rozplavba) · Kelsi Worrellová (rozplavba) · Abbey Weitzeilová (rozplavba) · 3:53,13 | Austrálie (AUS) · Emily Seebohmová · Taylor McKeownová · Emma McKeonová · Cate Campbellová · Madison Wilsonová (rozplavba) · Madeline Grovesová (rozplavba) · Brittany Elmslieová (rozplavba) · 3:55,00 | Dánsko (DEN) · Mie Nielsenová · Rikke Møller Pedersenová · Jeanette Ottesenová · Pernille Blume · 3:55,01 ER                                                         |
| 10 km maratón            | Sharon van Rouwendaalová · Nizozemsko (NED) 1:56:32,1 | Rachele Bruniová · Itálie (ITA) 1:56:49,5 | Poliana Okimotová · Brazílie (BRA) 1:56:51,4 |

## Přehled medailí
| Pořadí | Země                   | Zlato | Stříbro | Bronz | Celkově |
| ------ | ---------------------- | ----- | ------- | ----- | ------- |
| 1.     | Spojené státy americké | 16    | 8       | 9     | 33      |
| 2.     | Austrálie              | 3     | 4       | 3     | 10      |
| 3.     | Maďarsko               | 3     | 2       | 2     | 7       |
| 4.     | Japonsko               | 2     | 2       | 3     | 7       |
| 5.     | Nizozemsko             | 2     | 0       | 0     | 2       |
| 6.     | Velká Británie         | 1     | 5       | 0     | 6       |
| 7.     | Čína                   | 1     | 2       | 3     | 6       |
| 8.     | Kanada                 | 1     | 1       | 4     | 6       |
| 9.     | Itálie                 | 1     | 1       | 2     | 4       |
| 10.    | Švédsko                | 1     | 1       | 1     | 3       |
| 11.    | Dánsko                 | 1     | 0       | 1     | 2       |
| 11.    | Španělsko              | 1     | 0       | 1     | 2       |
| 13.    | Kazachstán             | 1     | 0       | 0     | 1       |
| 13.    | Singapur               | 1     | 0       | 0     | 1       |
| 15.    | Jihoafrická republika  | 0     | 3       | 0     | 3       |
| 16.    | Rusko                  | 0     | 2       | 2     | 4       |
| 17.    | Francie                | 0     | 2       | 1     | 3       |
| 18.    | Belgie                 | 0     | 1       | 0     | 1       |
| 18.    | Řecko                  | 0     | 1       | 0     | 1       |
| 20.    | Bělorusko              | 0     | 0       | 1     | 1       |
| 20.    | Brazílie*              | 0     | 0       | 1     | 1       |
| celkem | celkem                 | 35    | 35      | 34    | 104     |